# Haqqaniyya
Haqqaniyya o Haqqani è una confraternita islamica sufi di origine cipriota, diffusasi successivamente in Libano e negli Stati Uniti d'America. Fa parte del ramo Khalidi, ispirato agli insegnamenti di Khalid al-Baghdadi, della ṭarīqa Mujaddidi dell'ordine sufi Naqshbandi.
Diffusa principalmente nella parte occidentale degli Stati Uniti, è molto radicata nel Vicino oriente e ha migliaia di seguaci in India e Inghilterra.

## Struttura
La ṭarīqa ha una struttura piramidale fortemente gerarchizzata. Al livello più basso della struttura si trovano i muhibbun, sopra i quali si trovano i muribun (studenti islamici), che considerano lo sceicco (il leader della confraternita) Nazim al-Qubrusi al-Haqqani come un padre spirituale.